# Hackelia difformis
Hackelia difformis là loài thực vật có hoa trong họ Mồ hôi. Loài này được (Y.S.Lian & J.Q.Wang) Riedl mô tả khoa học đầu tiên năm 1994.